# Cheilotrichia crassicrus
Cheilotrichia crassicrus là một loài ruồi trong họ Limoniidae. Chúng phân bố ở miền Australasia.